# Liste des ministres français de l'Agriculture
Cet article liste les membres du gouvernement français chargés de l'agriculture. Ils dirigent le ministère de l'Agriculture.
Le nom exact de la fonction peut varier à chaque nomination. Les dates indiquées sont les dates de prise ou de cessation des fonctions, qui sont en général la veille de la date de publication du décret de nomination au Journal officiel.

## Monarchie de Juillet
| Ministre               | Intitulé                                                                      | Ministre délégué ou secrétaire d'État | Intitulé                                              | Gouvernement       | Début              | Fin                |
| Louis-Philippe Ier     | Louis-Philippe Ier                                                            | Louis-Philippe Ier                    | Louis-Philippe Ier                                    | Louis-Philippe Ier | Louis-Philippe Ier | Louis-Philippe Ier |
| ---------------------- | ----------------------------------------------------------------------------- | ------------------------------------- | ----------------------------------------------------- | ------------------ | ------------------ | ------------------ |
| Nicolas Martin du Nord | Ministre des Travaux publics, de l'Agriculture et du Commerce                 | Aucun                                 | Aucun                                                 | Molé 1 Molé 2      | 19 septembre 1836  | 31 mars 1839       |
| Adrien de Gasparin     | Ministre de l'Intérieur, des Travaux publics, de l'Agriculture et du Commerce | Aucun                                 | Aucun                                                 | Gasparin           | 31 mars 1839       | 12 mai 1839        |
| Laurent Cunin-Gridaine | Ministre de l'Agriculture et du Commerce                                      | Aucun                                 | Aucun                                                 | Soult 2            | 12 mai 1839        | 1er mars 1840      |
| Alexandre Goüin        | Ministre de l'Agriculture et du Commerce                                      | Adolphe Billault                      | Sous-secrétaire d'État à l'Agriculture et au Commerce | Thiers 2           | 1er mars 1840      | 29 octobre 1840    |
| Laurent Cunin-Gridaine | Ministre de l'Agriculture et du Commerce                                      | Aucun                                 | Aucun                                                 | Soult 3 Guizot     | 29 octobre 1840    | 24 février 1848    |

## Deuxième République
| Ministre                               | Intitulé                                 | Ministre délégué ou secrétaire d'État | Intitulé                        | Gouvernement                    | Début                           | Fin                             |
| Gouvernement provisoire de 1848        | Gouvernement provisoire de 1848          | Gouvernement provisoire de 1848       | Gouvernement provisoire de 1848 | Gouvernement provisoire de 1848 | Gouvernement provisoire de 1848 | Gouvernement provisoire de 1848 |
| -------------------------------------- | ---------------------------------------- | ------------------------------------- | ------------------------------- | ------------------------------- | ------------------------------- | ------------------------------- |
| Eugène Bethmont                        | Ministre de l'Agriculture et du Commerce | Aucun                                 | Aucun                           | Gouvernement provisoire de 1848 | 24 février 1848                 | 11 mai 1848                     |
| Ferdinand Flocon                       | Ministre de l'Agriculture et du Commerce | Aucun                                 | Aucun                           | Commission exécutive            | 11 mai 1848                     | 28 juin 1848                    |
| Eugène Cavaignac                       |                                          |                                       |                                 |                                 |                                 |                                 |
| Charles Tourret                        | Ministre de l'Agriculture et du Commerce | Aucun                                 | Aucun                           | Cavaignac                       | 28 juin 1848                    | 20 décembre 1848                |
| Présidence de Louis-Napoléon Bonaparte |                                          |                                       |                                 |                                 |                                 |                                 |
| Jacques Bixio                          | Ministre de l'Agriculture et du Commerce | Aucun                                 | Aucun                           | Barrot 1                        | 20 décembre 1848                | 29 décembre 1848                |
| Louis Buffet                           | Ministre de l'Agriculture et du Commerce | Aucun                                 | Aucun                           | Barrot 1                        | 29 décembre 1848                | 2 juin 1849                     |
| Victor Lanjuinais                      | Ministre de l'Agriculture et du Commerce | Aucun                                 | Aucun                           | Barrot 2                        | 2 juin 1849                     | 31 octobre 1849                 |
| Jean-Baptiste Dumas                    | Ministre de l'Agriculture et du Commerce | Aucun                                 | Aucun                           | d'Hautpoul                      | 31 octobre 1849                 | 9 janvier 1851                  |
| Louis Bonjean                          | Ministre de l'Agriculture et du Commerce | Aucun                                 | Aucun                           | d'Hautpoul                      | 9 janvier 1851                  | 24 janvier 1851                 |
| Joseph-Eugène Schneider                | Ministre de l'Agriculture et du Commerce | Aucun                                 | Aucun                           | Rouher                          | 24 janvier 1851                 | 10 avril 1851                   |
| Louis Buffet                           | Ministre de l'Agriculture et du Commerce | Aucun                                 | Aucun                           | Faucher                         | 10 avril 1851                   | 26 octobre 1851                 |
| François Casabianca                    | Ministre de l'Agriculture et du Commerce | Aucun                                 | Aucun                           | Bonaparte                       | 26 octobre 1851                 | 26 novembre 1851                |
| Noël Lefebvre-Duruflé                  | Ministre de l'Agriculture et du Commerce | Aucun                                 | Aucun                           | Bonaparte                       | 26 novembre 1851                | 3 décembre 1851                 |

## Second Empire
| Ministre                    | Intitulé                                                                 | Ministre délégué ou secrétaire d'État | Intitulé     | Gouvernement     | Début            | Fin              |
| Napoléon III                | Napoléon III                                                             | Napoléon III                          | Napoléon III | Napoléon III     | Napoléon III     | Napoléon III     |
| --------------------------- | ------------------------------------------------------------------------ | ------------------------------------- | ------------ | ---------------- | ---------------- | ---------------- |
| Noël Lefebvre-Duruflé       | Ministre de l'Agriculture et du Commerce                                 | Aucun                                 | Aucun        | Bonaparte 1      | 3 décembre 1851  | 25 janvier 1852  |
| Jean de Fialin de Persigny  | Ministre de l'Intérieur, de l'Agriculture, du Commerce et des Beaux-Arts | Aucun                                 | Aucun        | Bonaparte 2      | 25 janvier 1852  | 2 décembre 1852  |
| Jean de Fialin de Persigny  | Ministre de l'Intérieur, de l'Agriculture, du Commerce et des Beaux-Arts | Aucun                                 | Aucun        | Bonaparte 3      | 2 décembre 1852  | 14 février 1853  |
| Jean de Fialin de Persigny  | Ministre de l'Intérieur, de l'Agriculture et du Commerce                 | Aucun                                 | Aucun        | Bonaparte 3      | 14 février 1853  | 23 juin 1853     |
| Pierre Magne                | Ministre de l'Agriculture, du Commerce et des Travaux publics            | Aucun                                 | Aucun        | Bonaparte 3      | 23 juin 1853     | 3 février 1855   |
| Eugène Rouher               | Ministre de l'Agriculture, du Commerce et des Travaux publics            | Aucun                                 | Aucun        | Bonaparte 3      | 3 février 1855   | 23 juin 1863     |
| Louis Béhic                 | Ministre de l'Agriculture, du Commerce et des Travaux publics            | Aucun                                 | Aucun        | Bonaparte 3      | 23 juin 1863     | 20 janvier 1867  |
| Jean de Forcade la Roquette | Ministre de l'Agriculture, du Commerce et des Travaux publics            | Aucun                                 | Aucun        | Bonaparte 3      | 20 janvier 1867  | 17 décembre 1868 |
| Edmond Humblot              | Ministre de l'Agriculture, du Commerce et des Travaux publics            | Aucun                                 | Aucun        | Bonaparte 3      | 17 décembre 1868 | 17 juillet 1869  |
| Alfred Le Roux              | Ministre de l'Agriculture et du Commerce                                 | Aucun                                 | Aucun        | Bonaparte 4      | 17 juillet 1869  | 27 décembre 1869 |
| Charles Louvet de Couvray   | Ministre de l'Agriculture et du Commerce                                 | Aucun                                 | Aucun        | Ollivier         | 2 janvier 1870   | 10 août 1870     |
| Clément Duvernois           | Ministre de l'Agriculture et du Commerce                                 | Aucun                                 | Aucun        | Cousin-Montauban | 10 août 1870     | 4 septembre 1870 |

## Troisième République
| Ministre                           | Intitulé                                                                                        | Ministre délégué ou secrétaire d'État | Intitulé                                              | Gouvernement                                            | Début                           | Fin                             |
| Gouvernement provisoire de 1870    | Gouvernement provisoire de 1870                                                                 | Gouvernement provisoire de 1870       | Gouvernement provisoire de 1870                       | Gouvernement provisoire de 1870                         | Gouvernement provisoire de 1870 | Gouvernement provisoire de 1870 |
| ---------------------------------- | ----------------------------------------------------------------------------------------------- | ------------------------------------- | ----------------------------------------------------- | ------------------------------------------------------- | ------------------------------- | ------------------------------- |
| Pierre Magnin                      | Ministre de l'Agriculture et du Commerce                                                        | Aucun                                 | Aucun                                                 | Trochu                                                  | 4 septembre 1870                | 19 février 1871                 |
| Présidence d'Adolphe Thiers        |                                                                                                 |                                       |                                                       |                                                         |                                 |                                 |
| Félix Lambrecht                    | Ministre de l'Agriculture et du Commerce                                                        | Aucun                                 | Aucun                                                 | Dufaure 1                                               | 19 février 1871                 | 5 juin 1871                     |
| Victor Lefranc                     | Ministre de l'Agriculture et du Commerce                                                        | Aucun                                 | Aucun                                                 | Dufaure 1                                               | 5 juin 1871                     | 6 février 1872                  |
| Eugène de Goulard                  | Ministre de l'Agriculture et du Commerce                                                        | Aucun                                 | Aucun                                                 | Dufaure 1                                               | 6 février 1872                  | 23 avril 1872                   |
| Pierre Teisserenc de Bort          | Ministre de l'Agriculture et du Commerce                                                        | Aucun                                 | Aucun                                                 | Dufaure 1                                               | 23 avril 1872                   | 18 mai 1873                     |
| Pierre Teisserenc de Bort          | Ministre de l'Agriculture et du Commerce                                                        | Aucun                                 | Aucun                                                 | Dufaure 2                                               | 18 mai 1873                     | 25 mai 1873                     |
| Présidence de Patrice de Mac Mahon |                                                                                                 |                                       |                                                       |                                                         |                                 |                                 |
| Joseph de Roullet de La Bouillerie | Ministre de l'Agriculture et du Commerce                                                        | Aucun                                 | Aucun                                                 | de Broglie 1                                            | 25 mai 1873                     | 26 novembre 1873                |
| Alfred Deseilligny                 | Ministre de l'Agriculture et du Commerce                                                        | Aucun                                 | Aucun                                                 | de Broglie 2                                            | 26 novembre 1873                | 22 mai 1874                     |
| Louis Grivart                      | Ministre de l'Agriculture et du Commerce                                                        | Aucun                                 | Aucun                                                 | Courtot de Cissey                                       | 22 mai 1874                     | 10 mars 1875                    |
| Camille de Meaux                   | Ministre de l'Agriculture et du Commerce                                                        | Aucun                                 | Aucun                                                 | Louis Buffet Dufaure 3                                  | 10 mars 1875                    | 9 mars 1876                     |
| Pierre Teisserenc de Bort          | Ministre de l'Agriculture et du Commerce                                                        | Aucun                                 | Aucun                                                 | Jules Dufaure 4 Simon                                   | 9 mars 1876                     | 17 mai 1877                     |
| Camille de Meaux                   | Ministre de l'Agriculture et du Commerce                                                        | Aucun                                 | Aucun                                                 | de Broglie 3                                            | 17 mai 1877                     | 23 novembre 1877                |
| Jules Ozenne                       | Ministre de l'Agriculture et du Commerce                                                        | Aucun                                 | Aucun                                                 | de Rochebouët                                           | 23 novembre 1877                | 13 décembre 1877                |
| Pierre Teisserenc de Bort          | Ministre de l'Agriculture et du Commerce                                                        | Cyprien Girerd                        | Sous-secrétaire d'État à l'Agriculture et au Commerce | Dufaure 5                                               | 13 décembre 1877                | 4 février 1879                  |
| Présidence de Jules Grévy          |                                                                                                 |                                       |                                                       |                                                         |                                 |                                 |
| Charles Lepère                     | Ministre de l'Agriculture et du Commerce                                                        | Cyprien Girerd                        | Sous-secrétaire d'État à l'Agriculture et au Commerce | Waddington                                              | 4 février 1879                  | 4 mars 1879                     |
| Pierre Tirard                      | Ministre de l'Agriculture et du Commerce                                                        | Cyprien Girerd                        | Sous-secrétaire d'État à l'Agriculture et au Commerce | Waddington                                              | 5 mars 1879                     | 28 décembre 1879                |
| Pierre Tirard                      | Ministre de l'Agriculture et du Commerce                                                        | Cyprien Girerd                        | Sous-secrétaire d'État à l'Agriculture et au Commerce | Freycinet 1 Ferry 1                                     | 28 décembre 1879                | 14 novembre 1881                |
| Paul Devès                         | Ministre de l'Agriculture                                                                       | Edmond Caze                           | Sous-secrétaire d'État à l'Agriculture                | Gambetta                                                | 14 novembre 1881                | 30 janvier 1882                 |
| François de Mahy                   | Ministre de l'Agriculture                                                                       | Aucun                                 | Aucun                                                 | Freycinet 2 Duclerc Fallières                           | 30 janvier 1882                 | 21 février 1883                 |
| Jules Méline                       | Ministre de l'Agriculture                                                                       | Aucun                                 | Aucun                                                 | Ferry 2                                                 | 21 février 1883                 | 6 avril 1885                    |
| Hervé Mangon                       | Ministre de l'Agriculture                                                                       | Aucun                                 | Aucun                                                 | Brisson 1                                               | 6 avril 1885                    | 9 novembre 1885                 |
| Hippolyte Gomot                    | Ministre de l'Agriculture                                                                       | Aucun                                 | Aucun                                                 | Brisson 1                                               | 9 novembre 1885                 | 7 janvier 1886                  |
| Jules Develle                      | Ministre de l'Agriculture                                                                       | Aucun                                 | Aucun                                                 | Freycinet 3 Goblet                                      | 7 janvier 1886                  | 30 mai 1887                     |
| François Barbe                     | Ministre de l'Agriculture                                                                       | Aucun                                 | Aucun                                                 | Rouvier 1                                               | 30 mai 1887                     | 12 décembre 1887                |
| Présidence de Sadi Carnot          |                                                                                                 |                                       |                                                       |                                                         |                                 |                                 |
| Jules Viette                       | Ministre de l'Agriculture                                                                       | Aucun                                 | Aucun                                                 | Tirard 1 Floquet                                        | 12 décembre 1887                | 22 février 1889                 |
| Léopold Faye                       | Ministre de l'Agriculture                                                                       | Aucun                                 | Aucun                                                 | Tirard 2                                                | 22 février 1889                 | 17 mars 1890                    |
| Jules Develle                      | Ministre de l'Agriculture                                                                       | Aucun                                 | Aucun                                                 | Freycinet 4 Loubet Ribot 1                              | 17 mars 1890                    | 11 janvier 1893                 |
| Albert Viger                       | Ministre de l'Agriculture                                                                       | Aucun                                 | Aucun                                                 | Ribot 2 Dupuy 1 Dupuy 2 Casimir-Perier                  | 11 janvier 1893                 | 1er juillet 1894                |
| Présidence de Jean Casimir-Perier  |                                                                                                 |                                       |                                                       |                                                         |                                 |                                 |
| Albert Viger                       | Ministre de l'Agriculture                                                                       | Aucun                                 | Aucun                                                 | Dupuy 3                                                 | 1er juillet 1894                | 26 janvier 1895                 |
| Présidence de Félix Faure          |                                                                                                 |                                       |                                                       |                                                         |                                 |                                 |
| Antoine Gadaud                     | Ministre de l'Agriculture                                                                       | Aucun                                 | Aucun                                                 | Ribot 3                                                 | 26 janvier 1895                 | 1er novembre 1895               |
| Albert Viger                       | Ministre de l'Agriculture                                                                       | Aucun                                 | Aucun                                                 | Bourgeois                                               | 1er novembre 1895               | 29 avril 1896                   |
| Jules Méline                       | Président du Conseil et ministre de l'Agriculture                                               | Aucun                                 | Aucun                                                 | Méline                                                  | 29 avril 1896                   | 28 juin 1898                    |
| Albert Viger                       | Ministre de l'Agriculture                                                                       | Aucun                                 | Aucun                                                 | Brisson 2 Dupuy 4                                       | 28 juin 1898                    | 18 février 1899                 |
| Présidence d'Émile Loubet          |                                                                                                 |                                       |                                                       |                                                         |                                 |                                 |
| Albert Viger                       | Ministre de l'Agriculture                                                                       | Aucun                                 | Aucun                                                 | Dupuy 5                                                 | 18 février 1899                 | 22 juin 1899                    |
| Jean Dupuy                         | Ministre de l'Agriculture                                                                       | Aucun                                 | Aucun                                                 | Waldeck-Rousseau                                        | 22 juin 1899                    | 7 juin 1902                     |
| Léon Mougeot                       | Ministre de l'Agriculture                                                                       | Aucun                                 | Aucun                                                 | Combes                                                  | 7 juin 1902                     | 24 janvier 1905                 |
| Joseph Ruau                        | Ministre de l'Agriculture                                                                       | Aucun                                 | Aucun                                                 | Rouvier 2                                               | 24 janvier 1905                 | 18 février 1906                 |
| Présidence d'Armand Fallières      |                                                                                                 |                                       |                                                       |                                                         |                                 |                                 |
| Joseph Ruau                        | Ministre de l'Agriculture                                                                       | Aucun                                 | Aucun                                                 | Rouvier 3 Sarrien Clemenceau 1 Briand 1                 | 18 février 1906                 | 3 novembre 1910                 |
| Étienne Raynaud                    | Ministre de l'Agriculture                                                                       | Aucun                                 | Aucun                                                 | Briand 2                                                | 3 novembre 1910                 | 2 mars 1911                     |
| Jules Pams                         | Ministre de l'Agriculture                                                                       | Aucun                                 | Aucun                                                 | Monis Caillaux Poincaré 1                               | 2 mars 1911                     | 17 janvier 1913                 |
| Fernand David                      | Ministre de l'Agriculture                                                                       | Aucun                                 | Aucun                                                 | Briand 3                                                | 21 janvier 1913                 | 18 février 1913                 |
| Présidence de Raymond Poincaré     |                                                                                                 |                                       |                                                       |                                                         |                                 |                                 |
| Fernand David                      | Ministre de l'Agriculture                                                                       | Aucun                                 | Aucun                                                 | Briand 4                                                | 18 février 1913                 | 22 mars 1913                    |
| Étienne Clémentel                  | Ministre de l'Agriculture                                                                       | Aucun                                 | Aucun                                                 | Barthou                                                 | 22 mars 1913                    | 9 décembre 1913                 |
| Étienne Raynaud                    | Ministre de l'Agriculture                                                                       | Aucun                                 | Aucun                                                 | Doumergue 1                                             | 9 décembre 1913                 | 9 juin 1914                     |
| Adrien Dariac                      | Ministre de l'Agriculture                                                                       | Aucun                                 | Aucun                                                 | Ribot 4                                                 | 9 juin 1914                     | 12 juin 1914                    |
| Fernand David                      | Ministre de l'Agriculture                                                                       | Aucun                                 | Aucun                                                 | Viviani 1 Viviani 2                                     | 13 juin 1914                    | 29 octobre 1915                 |
| Jules Méline                       | Ministre de l'Agriculture                                                                       | Aucun                                 | Aucun                                                 | Briand 5                                                | 29 octobre 1915                 | 12 décembre 1916                |
| Étienne Clémentel                  | Ministre du Commerce, de l'Industrie, de l'Agriculture, du Travail et des Postes et Télégraphes | Aucun                                 | Aucun                                                 | Briand 6                                                | 12 décembre 1916                | 20 mars 1917                    |
| Fernand David                      | Ministre de l'Agriculture                                                                       | Aucun                                 | Aucun                                                 | Ribot 5 Painlevé 1                                      | 20 mars 1917                    | 16 novembre 1917                |
| Victor Boret                       | Ministre de l'Agriculture et du Ravitaillement                                                  | Aucun                                 | Aucun                                                 | Clemenceau 2                                            | 16 novembre 1917                | 20 juillet 1919                 |
| Joseph Noulens                     | Ministre de l'Agriculture et du Ravitaillement                                                  | Aucun                                 | Aucun                                                 | Clemenceau 2                                            | 20 juillet 1919                 | 20 janvier 1920                 |
| Joseph-Honoré Ricard               | Ministre de l'Agriculture                                                                       | Henri Queuille                        | Sous-secrétaire d'État à l'Agriculture                | Millerand 1                                             | 20 janvier 1920                 | 18 février 1920                 |
| Présidence de Paul Deschanel       |                                                                                                 |                                       |                                                       |                                                         |                                 |                                 |
| Joseph-Honoré Ricard               | Ministre de l'Agriculture                                                                       | Henri Queuille                        | Sous-secrétaire d'État à l'Agriculture                | Millerand 2                                             | 18 février 1920                 | 24 septembre 1920               |
| Présidence d'Alexandre Millerand   |                                                                                                 |                                       |                                                       |                                                         |                                 |                                 |
| Joseph-Honoré Ricard               | Ministre de l'Agriculture                                                                       | Henri Queuille                        | Sous-secrétaire d'État à l'Agriculture                | Leygues                                                 | 24 septembre 1920               | 16 janvier 1921                 |
| Edmond Lefebvre du Prey            | Ministre de l'Agriculture                                                                       | Auguste Puis                          | Sous-secrétaire d'État à l'Agriculture                | Briand 7                                                | 16 janvier 1921                 | 15 janvier 1922                 |
| Henry Chéron                       | Ministre de l'Agriculture                                                                       | Aucun                                 | Aucun                                                 | Poincaré 2                                              | 15 janvier 1922                 | 29 mars 1924                    |
| Joseph Capus                       | Ministre de l'Agriculture                                                                       | Aucun                                 | Aucun                                                 | Poincaré 3 François-Marsal                              | 29 mars 1924                    | 14 juin 1924                    |
| Présidence de Gaston Doumergue     |                                                                                                 |                                       |                                                       |                                                         |                                 |                                 |
| Henri Queuille                     | Ministre de l'Agriculture                                                                       | Aucun                                 | Aucun                                                 | Herriot 1                                               | 14 juin 1924                    | 17 avril 1925                   |
| Jean Durand                        | Ministre de l'Agriculture                                                                       | Aucun                                 | Aucun                                                 | Painlevé 2 Painlevé 3 Briand 8                          | 17 avril 1925                   | 9 mars 1926                     |
| Jean Durand                        | Ministre de l'Agriculture                                                                       | Aucun                                 | Aucun                                                 | Briand 9                                                | 9 avril 1926                    | 10 avril 1926                   |
| François Binet                     | Ministre de l'Agriculture                                                                       | Aucun                                 | Aucun                                                 | Briand 9                                                | 10 avril 1926                   | 23 juin 1926                    |
| François Binet                     | Ministre de l'Agriculture                                                                       | Aucun                                 | Aucun                                                 | Briand 10                                               | 23 juin 1926                    | 19 juillet 1926                 |
| Henri Queuille                     | Ministre de l'Agriculture                                                                       | Aucun                                 | Aucun                                                 | Herriot 2 Poincaré 4                                    | 19 juillet 1926                 | 11 novembre 1928                |
| Jean Hennessy                      | Ministre de l'Agriculture                                                                       | Aucun                                 | Aucun                                                 | Poincaré 5 Briand 11                                    | 11 novembre 1928                | 3 novembre 1929                 |
| Jean Hennessy                      | Ministre de l'Agriculture                                                                       | Robert Sérot                          | Sous-secrétaire d'État à l'Agriculture                | Tardieu 1                                               | 3 novembre 1929                 | 21 février 1930                 |
| Henri Queuille                     | Ministre de l'Agriculture                                                                       | Louis de Chappedelaine                | Sous-secrétaire d'État à l'Agriculture                | Chautemps 1                                             | 21 février 1930                 | 2 mars 1930                     |
| Fernand David                      | Ministre de l'Agriculture                                                                       | Robert Sérot                          | Sous-secrétaire d'État à l'Agriculture                | Tardieu 2                                               | 2 mars 1930                     | 13 décembre 1930                |
| Victor Boret                       | Ministre de l'Agriculture                                                                       | Camille Cautru                        | Sous-secrétaire d'État à l'Agriculture                | Steeg                                                   | 13 décembre 1930                | 23 décembre 1930                |
| Victor Boret                       | Ministre de l'Agriculture                                                                       | Étienne Charlot                       | Sous-secrétaire d'État à l'Agriculture                | Steeg                                                   | 23 décembre 1930                | 27 janvier 1931                 |
| André Tardieu                      | Ministre de l'Agriculture                                                                       | Armand Achille-Fould                  | Sous-secrétaire d'État à l'Agriculture                | Laval 1                                                 | 27 janvier 1931                 | 13 juin 1931                    |
| Présidence de Paul Doumer          |                                                                                                 |                                       |                                                       |                                                         |                                 |                                 |
| André Tardieu                      | Ministre de l'Agriculture                                                                       | Armand Achille-Fould                  | Sous-secrétaire d'État à l'Agriculture                | Laval 2                                                 | 13 juin 1931                    | 14 janvier 1932                 |
| Armand Achille-Fould               | Ministre de l'Agriculture                                                                       | Aucun                                 | Aucun                                                 | Laval 3                                                 | 14 janvier 1932                 | 20 février 1932                 |
| Claude Chauveau                    | Ministre de l'Agriculture                                                                       | Aucun                                 | Aucun                                                 | Tardieu 3                                               | 20 février 1932                 | 3 juin 1932                     |
| Présidence d'Albert Lebrun         |                                                                                                 |                                       |                                                       |                                                         |                                 |                                 |
| Abel Gardey                        | Ministre de l'Agriculture                                                                       | Aucun                                 | Aucun                                                 | Herriot 3                                               | 3 juin 1932                     | 18 décembre 1932                |
| Henri Queuille                     | Ministre de l'Agriculture                                                                       | Jean-Alexis Jaubert                   | Sous-secrétaire d'État à l'Agriculture                | Paul-Boncour                                            | 18 décembre 1932                | 31 janvier 1933                 |
| Henri Queuille                     | Ministre de l'Agriculture                                                                       | Aucun                                 | Aucun                                                 | Daladier 1 Daladier 2 Sarraut 1 Chautemps 2 Doumergue 2 | 31 janvier 1933                 | 8 novembre 1934                 |
| Auguste Cassez                     | Ministre de l'Agriculture                                                                       | Aucun                                 | Aucun                                                 | Flandin 1                                               | 8 novembre 1934                 | 1er juin 1935                   |
| Paul Jacquier                      | Ministre de l'Agriculture                                                                       | Aucun                                 | Aucun                                                 | Bouisson                                                | 1er juin 1935                   | 7 juin 1935                     |
| Pierre Cathala                     | Ministre de l'Agriculture                                                                       | Aucun                                 | Aucun                                                 | Laval 4                                                 | 7 juin 1935                     | 24 janvier 1936                 |
| Paul Thellier                      | Ministre de l'Agriculture                                                                       | Aucun                                 | Aucun                                                 | Sarraut 2                                               | 24 janvier 1936                 | 4 juin 1936                     |
| Georges Monnet                     | Ministre de l'Agriculture                                                                       | André Liautey                         | Sous-secrétaire d'État à l'Agriculture                | Blum 1 Chautemps 3                                      | 4 juin 1936                     | 18 janvier 1938                 |
| Fernand Chapsal                    | Ministre de l'Agriculture                                                                       | André Liautey                         | Sous-secrétaire d'État à l'Agriculture                | Chautemps 4                                             | 18 janvier 1938                 | 13 mars 1938                    |
| Georges Monnet                     | Ministre de l'Agriculture                                                                       | André Liautey                         | Sous-secrétaire d'État à l'Agriculture                | Blum 2                                                  | 13 mars 1938                    | 10 avril 1938                   |
| Henri Queuille                     | Ministre de l'Agriculture                                                                       | Aucun                                 | Aucun                                                 | Daladier 3                                              | 10 avril 1938                   | 21 mars 1940                    |
| Paul Thellier                      | Ministre de l'Agriculture                                                                       | Aucun                                 | Aucun                                                 | Reynaud                                                 | 21 mars 1940                    | 16 juin 1940                    |
| Albert Chichery                    | Ministre de l'Agriculture et du Ravitaillement                                                  | Aucun                                 | Aucun                                                 | Pétain                                                  | 16 juin 1940                    | 12 juillet 1940                 |

## Régime de Vichy
| Ministre               | Intitulé                                               | Ministre délégué ou secrétaire d'État | Intitulé        | Gouvernement    | Début             | Fin               |
| Philippe Pétain        | Philippe Pétain                                        | Philippe Pétain                       | Philippe Pétain | Philippe Pétain | Philippe Pétain   | Philippe Pétain   |
| ---------------------- | ------------------------------------------------------ | ------------------------------------- | --------------- | --------------- | ----------------- | ----------------- |
| Pierre Caziot          | Ministre du Ravitaillement et de l'Agriculture         | Aucun                                 | Aucun           | Laval 5         | 16 juillet 1940   | 13 décembre 1940  |
| Pierre Caziot          | Ministre de l'Agriculture                              | Aucun                                 | Aucun           | Flandin 2       | 14 décembre 1940  | 9 février 1941    |
| Pierre Caziot          | Ministre-Secrétaire d'État à l'Agriculture             | Aucun                                 | Aucun           | Darlan          | 10 février 1941   | 18 avril 1942     |
| Jacques Le Roy Ladurie | Ministre de l'Agriculture                              | Aucun                                 | Aucun           | Laval 6         | 18 avril 1942     | 11 septembre 1942 |
| Max Bonnafous          | Ministre de l'Agriculture et du Ravitaillement         | Aucun                                 | Aucun           | Laval 6         | 11 septembre 1942 | 6 janvier 1944    |
| Pierre Cathala         | Secrétaire d'État à l'Agriculture et au Ravitaillement | Aucun                                 | Aucun           | Laval 6         | 6 janvier 1944    | 3 mars 1944       |
| Pierre Cathala         | Secrétaire d'État à l'Agriculture                      | Aucun                                 | Aucun           | Laval 6         | 3 mars 1944       | 20 août 1944      |

## Comité français de Libération nationale
| Ministre                | Intitulé                  | Autre exécutif    | Intitulé                           | Gouvernement      | Début             | Fin               |
| Charles de Gaulle       | Charles de Gaulle         | Charles de Gaulle | Charles de Gaulle                  | Charles de Gaulle | Charles de Gaulle | Charles de Gaulle |
| ----------------------- | ------------------------- | ----------------- | ---------------------------------- | ----------------- | ----------------- | ----------------- |
| Aucun                   | Aucun                     | Jean Lefèvre      | Secrétaire général à l'Agriculture | CFLN              | 26 août 1944      | 10 septembre 1944 |
| François Tanguy-Prigent | Ministre de l'Agriculture | Jean Lefèvre      | Secrétaire général à l'Agriculture | CFLN              | 4 septembre 1944  | 10 septembre 1944 |

## Gouvernement provisoire de la République française
| Ministre                                           | Intitulé                                           | Ministre délégué ou secrétaire d'État              | Intitulé                                           | Gouvernement                                       | Début                                              | Fin                                                |
| Gouvernement provisoire de la République française | Gouvernement provisoire de la République française | Gouvernement provisoire de la République française | Gouvernement provisoire de la République française | Gouvernement provisoire de la République française | Gouvernement provisoire de la République française | Gouvernement provisoire de la République française |
| -------------------------------------------------- | -------------------------------------------------- | -------------------------------------------------- | -------------------------------------------------- | -------------------------------------------------- | -------------------------------------------------- | -------------------------------------------------- |
| François Tanguy-Prigent                            | Ministre de l'Agriculture                          | Aucun                                              | Aucun                                              | de Gaulle 1                                        | 10 septembre 1944                                  | 21 novembre 1945                                   |
| François Tanguy-Prigent                            | Ministre de l'Agriculture et du Ravitaillement     | Aucun                                              | Aucun                                              | de Gaulle 2                                        | 21 novembre 1945                                   | 26 janvier 1946                                    |
| François Tanguy-Prigent                            | Ministre de l'Agriculture                          | Aucun                                              | Aucun                                              | Gouin Bidault 1                                    | 26 janvier 1946                                    | 16 décembre 1946                                   |
| François Tanguy-Prigent                            | Ministre de l'Agriculture                          | Aucun                                              | Aucun                                              | Blum 3                                             | 16 décembre 1946                                   | 16 janvier 1947                                    |

## Quatrième République
| Ministre                     | Ministre                     | Intitulé                          | Ministre délégué ou secrétaire d'État | Intitulé                               | Gouvernement                   | Début                        | Fin                          |
| Présidence de Vincent Auriol | Présidence de Vincent Auriol | Présidence de Vincent Auriol      | Présidence de Vincent Auriol          | Présidence de Vincent Auriol           | Présidence de Vincent Auriol   | Présidence de Vincent Auriol | Présidence de Vincent Auriol |
| ---------------------------- | ---------------------------- | --------------------------------- | ------------------------------------- | -------------------------------------- | ------------------------------ | ---------------------------- | ---------------------------- |
| sans cadre                   | François Tanguy-Prigent      | Ministre de l'Agriculture         | Aucun                                 | Aucun                                  | Ramadier 1                     | 22 janvier 1947              | 22 octobre 1947              |
|                              | Marcel Roclore               | Ministre de l'Agriculture         | Aucun                                 | Aucun                                  | Ramadier 2                     | 22 octobre 1947              | 19 novembre 1947             |
| sans cadre                   | Pierre Pflimlin              | Ministre de l'Agriculture         | Yvon Coudé du Foresto                 | Sous-secrétaire d'État à l'Agriculture | Schuman 1                      | 24 novembre 1947             | 19 juillet 1948              |
| sans cadre                   | Pierre Pflimlin              | Ministre de l'Agriculture         | Aucun                                 | Aucun                                  | Marie Schuman 2 Queuille 1     | 26 juillet 1948              | 5 octobre 1949               |
| sans cadre                   | Pierre Pflimlin              | Ministre de l'Agriculture         | Paul Ihuel                            | Sous-secrétaire d'État à l'Agriculture | Bidault 2                      | 28 octobre 1949              | 2 décembre 1949              |
|                              | Gabriel Valay                | Ministre de l'Agriculture         | Paul Ihuel                            | Sous-secrétaire d'État à l'Agriculture | Bidault 2                      | 2 décembre 1949              | 7 février 1950               |
| Bidault 3                    | Gabriel Valay                | Ministre de l'Agriculture         | Paul Ihuel                            | Sous-secrétaire d'État à l'Agriculture | 7 février 1950                 | 17 février 1950              |                              |
| Bidault 3                    | Gabriel Valay                | Ministre de l'Agriculture         | Paul Ihuel                            | Secrétaire d'État à l'Agriculture      | 17 février 1950                | 24 juin 1950                 |                              |
| sans cadre                   | Pierre Pflimlin              | Ministre de l'Agriculture         | Paul Antier                           | Secrétaire d'État à l'Agriculture      | Queuille 2 Queuille 3 Pleven 1 | 12 juillet 1950              | 10 juillet 1951              |
| sans cadre                   | Paul Antier                  | Ministre de l'Agriculture         | Camille Laurens                       | Secrétaire d'État à l'Agriculture      | Pleven 2                       | 11 août 1951                 | 21 novembre 1951             |
|                              | Camille Laurens              | Ministre de l'Agriculture         | Aucun                                 | Aucun                                  | Pleven 2                       | 21 novembre 1951             | 17 janvier 1952              |
| Jean Sourbet                 | Camille Laurens              | Ministre de l'Agriculture         | Secrétaire d'État à l'Agriculture     | Faure 1                                | 20 janvier 1952                | 29 février 1952              |                              |
| Aucun                        | Aucun                        | Ministre de l'Agriculture         | Pinay                                 | 8 mars 1952                            | 22 décembre 1952               |                              |                              |
| Guy Petit                    | Camille Laurens              | Ministre de l'Agriculture         | Secrétaire d'État à l'Agriculture     | Mayer                                  | 8 janvier 1953                 | 11 février 1953              |                              |
| Aucun                        | Aucun                        | Ministre de l'Agriculture         | 11 février 1953                       | Mayer                                  | 21 mai 1953                    |                              |                              |
|                              | Roger Houdet                 | Ministre de l'Agriculture         | Philippe Olmi                         | Secrétaire d'État à l'Agriculture      | Laniel 1                       | 28 juin 1953                 | 16 janvier 1954              |
|                              | Présidence de René Coty      |                                   |                                       |                                        |                                |                              |                              |
|                              | Roger Houdet                 | Ministre de l'Agriculture         | Philippe Olmi                         | Secrétaire d'État à l'Agriculture      | Laniel 2                       | 16 janvier 1954              | 12 juin 1954                 |
| Jean Raffarin                | Roger Houdet                 | Ministre de l'Agriculture         | Mendès France                         | Secrétaire d'État à l'Agriculture      | 19 juin 1954                   | 23 février 1955              |                              |
|                              | Jean Sourbet                 | Ministre de l'Agriculture         | Aucun                                 | Aucun                                  | Faure 2                        | 23 février 1955              | 24 janvier 1956              |
|                              | André Dulin                  | Secrétaire d'État à l'Agriculture | Kléber Loustau                        | Sous-secrétaire d'État à l'Agriculture | Mollet                         | 1er février 1956             | 21 mai 1957                  |
|                              | Pierre de Félice             | Secrétaire d'État à l'Agriculture | Aucun                                 | Aucun                                  | Bourgès-Maunoury               | 17 juin 1957                 | 30 septembre 1957            |
|                              | Roland Boscary-Monsservin    | Ministre de l'Agriculture         | Henri Dorey                           | Secrétaire d'État à l'Agriculture      | Gaillard                       | 6 novembre 1957              | 15 avril 1958                |
| Aucun                        | Aucun                        | Ministre de l'Agriculture         | Pflimlin                              | 14 mai 1958                            | 28 mai 1958                    |                              |                              |
| Aucun                        | Aucun                        | Ministre de l'Agriculture         | sans cadre                            | Antoine Pinay (intérim)                | de Gaulle 3                    | 3 juin 1958                  | 9 juin 1958                  |
| Aucun                        | Aucun                        | Ministre de l'Agriculture         |                                       | Roger Houdet                           | de Gaulle 3                    | 9 juin 1958                  | 8 janvier 1959               |

## Cinquième République
| Ministre | Ministre                        | Ministre                              | Intitulé                                                                          | Parti                           | Début                           | Fin                             | Gouvernement                    |                                 |                                 |
| Présidence de Charles de Gaulle                                                                             | Présidence de Charles de Gaulle | Présidence de Charles de Gaulle       | Présidence de Charles de Gaulle                                                   | Présidence de Charles de Gaulle | Présidence de Charles de Gaulle | Présidence de Charles de Gaulle | Présidence de Charles de Gaulle | Présidence de Charles de Gaulle | Présidence de Charles de Gaulle |
| --- | ------------------------------- | ------------------------------------- | --------------------------------------------------------------------------------- | ------------------------------- | ------------------------------- | ------------------------------- | ------------------------------- | ------------------------------- | ------------------------------- |
| |                                 | Roger Houdet                          | Ministre de l'Agriculture                                                         | CNIP                            | 8 janvier 1959                  | 27 mai 1959                     | Debré                           |                                 |                                 |
| sans cadre                                                                                                  | Henri Rochereau                 | CNIP                                  | Ministre de l'Agriculture                                                         | 28 mai 1959                     | 24 août 1961                    |                                 | Debré                           |                                 |                                 |
| |                                 | Edgard Pisani                         | Ministre de l'Agriculture                                                         | UNR, UNR-UDT                    | 24 août 1961                    | 14 avril 1962                   | Debré                           |                                 |                                 |
| 15 avril 1962                                                                                               | 28 novembre 1962                | Edgard Pisani                         | Ministre de l'Agriculture                                                         | UNR, UNR-UDT                    | Pompidou 1                      |                                 |                                 |                                 |                                 |
| 6 décembre 1962                                                                                             | 8 janvier 1966                  | Edgard Pisani                         | Ministre de l'Agriculture                                                         | UNR, UNR-UDT                    | Pompidou 2                      |                                 |                                 |                                 |                                 |
| |                                 | Edgar Faure                           | Ministre de l'Agriculture                                                         | UNR-UDT, UDVe, UDR              | 8 janvier 1966                  | 1er avril 1967                  | Pompidou 3                      |                                 |                                 |
| 7 avril 1967                                                                                                | 10 juillet 1968                 | Edgar Faure                           | Ministre de l'Agriculture                                                         | UNR-UDT, UDVe, UDR              | Pompidou 4                      |                                 |                                 |                                 |                                 |
| | sans cadre                      | Robert Boulin                         | Ministre de l'Agriculture                                                         | UDR                             | 12 juillet 1968                 | 20 juin 1969                    | Couve de Murville               |                                 |                                 |
| Présidence de Georges Pompidou                                                                              |                                 |                                       |                                                                                   |                                 |                                 |                                 |                                 |                                 |                                 |
| |                                 | Jacques Duhamel                       | Ministre de l'Agriculture                                                         | CDP                             | 22 juin 1969                    | 7 janvier 1971                  | Chaban-Delmas                   |                                 |                                 |
| |                                 | Michel Cointat Ing. Agro.             | Ministre de l'Agriculture                                                         | UDR                             | 7 janvier 1971                  | 5 juillet 1972                  | Chaban-Delmas                   |                                 |                                 |
| |                                 | Jacques Chirac                        | Ministre de l'Agriculture et du Développement rural                               | UDR                             | 6 juillet 1972                  | 28 mars 1973                    | Messmer 1                       |                                 |                                 |
| 5 avril 1973                                                                                                | 27 février 1974                 | Jacques Chirac                        | Ministre de l'Agriculture et du Développement rural                               | UDR                             | Messmer 2                       |                                 |                                 |                                 |                                 |
| | sans cadre                      | Raymond Marcellin                     | Ministre de l'Agriculture et du Développement rural                               | FNRI                            | 1er mars 1974                   | 27 mai 1974                     | Messmer 3                       |                                 |                                 |
| Présidence de Valéry Giscard d'Estaing                                                                      |                                 |                                       |                                                                                   |                                 |                                 |                                 |                                 |                                 |                                 |
| | sans cadre                      | Christian Bonnet                      | Ministre de l'Agriculture                                                         | FNRI, UDF-PR                    | 28 mai 1974                     | 25 août 1976                    | Chirac 1                        |                                 |                                 |
| 27 août 1976                                                                                                | sans cadre                      | Christian Bonnet                      | Ministre de l'Agriculture                                                         | FNRI, UDF-PR                    | 29 mars 1977                    | Barre 1                         |                                 |                                 |                                 |
| |                                 | Pierre Méhaignerie Ing. Agro.         | Ministre de l'Agriculture                                                         | UDF-CDS                         | 30 mars 1977                    | 31 mars 1978                    | Barre 2                         |                                 |                                 |
| 5 avril 1978                                                                                                | 13 mai 1981                     | Pierre Méhaignerie Ing. Agro.         | Ministre de l'Agriculture                                                         | UDF-CDS                         | Barre 3                         |                                 |                                 |                                 |                                 |
| Présidence de François Mitterrand                                                                           |                                 |                                       |                                                                                   |                                 |                                 |                                 |                                 |                                 |                                 |
| |                                 | Édith Cresson                         | Ministre de l'Agriculture                                                         | PS                              | 22 mai 1981                     | 22 juin 1981                    | Mauroy 1                        |                                 |                                 |
| 23 juin 1981                                                                                                | 22 mars 1983                    | Édith Cresson                         | Ministre de l'Agriculture                                                         | PS                              | Mauroy 2                        |                                 |                                 |                                 |                                 |
| |                                 | Michel Rocard                         | Ministre de l'Agriculture                                                         | PS                              | 22 mars 1983                    | 17 juillet 1984                 | Mauroy 3                        |                                 |                                 |
| 17 juillet 1984                                                                                             | 4 avril 1985                    | Michel Rocard                         | Ministre de l'Agriculture                                                         | PS                              | Fabius                          |                                 |                                 |                                 |                                 |
| |                                 | Henri Nallet                          | Ministre de l'Agriculture                                                         | PS                              | Fabius                          | 4 avril 1985                    | 20 mars 1986                    |                                 |                                 |
| |                                 | François Guillaume Agriculteur, FNSEA | Ministre de l'Agriculture                                                         | RPR                             | 20 mars 1986                    | 10 mai 1988                     | Chirac 2                        |                                 |                                 |
| |                                 | Henri Nallet                          | Ministre de l'Agriculture et de la Forêt                                          | PS                              | 12 mai 1988                     | 23 juin 1988                    | Rocard 1                        |                                 |                                 |
| 28 juin 1988                                                                                                | 2 octobre 1990                  | Henri Nallet                          | Ministre de l'Agriculture et de la Forêt                                          | PS                              | Rocard 2                        |                                 |                                 |                                 |                                 |
| |                                 | Louis Mermaz                          | Ministre de l'Agriculture et de la Forêt                                          | PS                              | Rocard 2                        | 2 octobre 1990                  | 15 mai 1991                     |                                 |                                 |
| 16 mai 1991                                                                                                 | 2 avril 1992                    | Louis Mermaz                          | Ministre de l'Agriculture et de la Forêt                                          | PS                              | Cresson                         |                                 |                                 |                                 |                                 |
| 2 avril 1992                                                                                                | 2 octobre 1992                  | Louis Mermaz                          | Ministre de l'Agriculture et de la Forêt                                          | PS                              | Bérégovoy                       |                                 |                                 |                                 |                                 |
| |                                 | Jean-Pierre Soisson                   | Ministre de l'Agriculture et du Développement rural                               | MDR                             | Bérégovoy                       | 2 octobre 1992                  | 29 mars 1993                    |                                 |                                 |
| |                                 | Jean Puech                            | Ministre de l'Agriculture et de la Pêche                                          | UDF-PR                          | 30 mars 1993                    | 11 mai 1995                     | Balladur                        |                                 |                                 |
| Présidence de Jacques Chirac                                                                                |                                 |                                       |                                                                                   |                                 |                                 |                                 |                                 |                                 |                                 |
| | sans cadre                      | Philippe Vasseur                      | Ministre de l'Agriculture, de la Pêche et de l'Alimentation                       | UDF-PR                          | 18 mai 1995                     | 7 novembre 1995                 | Juppé 1                         |                                 |                                 |
| 7 novembre 1995                                                                                             | sans cadre                      | Philippe Vasseur                      | Ministre de l'Agriculture, de la Pêche et de l'Alimentation                       | UDF-PR                          | 2 juin 1997                     | Juppé 2                         |                                 |                                 |                                 |
| |                                 | Louis Le Pensec                       | Ministre de l'Agriculture et de la Pêche                                          | PS                              | 4 juin 1997                     | 20 octobre 1998                 | Jospin                          |                                 |                                 |
| | sans cadre                      | Jean Glavany                          | Ministre de l'Agriculture et de la Pêche                                          | PS                              | 20 octobre 1998                 | 25 février 2002                 | Jospin                          |                                 |                                 |
| |                                 | François Patriat Vétérinaire          | Ministre de l'Agriculture et de la Pêche                                          | PS                              | 25 février 2002                 | 6 mai 2002                      | Jospin                          |                                 |                                 |
| |                                 | Hervé Gaymard                         | Ministre de l'Agriculture, de l'Alimentation, de la Pêche et des Affaires rurales | RPR, UMP                        | 7 mai 2002                      | 17 juin 2002                    | Raffarin 1                      |                                 |                                 |
| 17 juin 2002                                                                                                | 30 mars 2004                    | Hervé Gaymard                         | Ministre de l'Agriculture, de l'Alimentation, de la Pêche et des Affaires rurales | RPR, UMP                        | Raffarin 2                      |                                 |                                 |                                 |                                 |
| 31 mars 2004                                                                                                | 29 novembre 2004                | Hervé Gaymard                         | Ministre de l'Agriculture, de l'Alimentation, de la Pêche et des Affaires rurales | RPR, UMP                        | Raffarin 3                      |                                 |                                 |                                 |                                 |
| |                                 | Dominique Bussereau                   | Ministre de l'Agriculture, de l'Alimentation, de la Pêche et des Affaires rurales | UMP                             | Raffarin 3                      | 29 novembre 2004                | 31 mai 2005                     |                                 |                                 |
| Ministre de l'Agriculture et de la Pêche                                                                    | 2 juin 2005                     | Dominique Bussereau                   | 15 mai 2007                                                                       | UMP                             | Villepin                        |                                 |                                 |                                 |                                 |
| Présidence de Nicolas Sarkozy                                                                               |                                 |                                       |                                                                                   |                                 |                                 |                                 |                                 |                                 |                                 |
| |                                 | Christine Lagarde                     | Ministre de l'Agriculture et de la Pêche                                          | UMP                             | 18 mai 2007                     | 18 juin 2007                    | Fillon 1                        |                                 |                                 |
| |                                 | Michel Barnier                        | Ministre de l'Agriculture et de la Pêche                                          | UMP                             | 19 juin 2007                    | 23 juin 2009                    | Fillon 2                        |                                 |                                 |
| |                                 | Bruno Le Maire                        | Ministre de l'Agriculture, de l'Alimentation et de la Pêche                       | UMP                             | 23 juin 2009                    | 13 novembre 2010                | Fillon 2                        |                                 |                                 |
| Ministre de l'Agriculture, de l'Alimentation, de la Pêche, de la Ruralité et de l'Aménagement du territoire | 13 novembre 2010                | Bruno Le Maire                        | 10 mai 2012                                                                       | UMP                             | Fillon 3                        |                                 |                                 |                                 |                                 |
| Présidence de François Hollande                                                                             |                                 |                                       |                                                                                   |                                 |                                 |                                 |                                 |                                 |                                 |
| |                                 | Stéphane Le Foll BTS Agro., DEA       | Ministre de l'Agriculture et de l'Agroalimentaire                                 | PS                              | 16 mai 2012                     | 18 juin 2012                    | Ayrault 1                       |                                 |                                 |
| Ministre de l'Agriculture, de l'Agroalimentaire et de la Forêt                                              | 21 juin 2012                    | Stéphane Le Foll BTS Agro., DEA       | 2 avril 2014                                                                      | PS                              | Ayrault 2                       |                                 |                                 |                                 |                                 |
| Ministre de l'Agriculture, de l'Agroalimentaire et de la Forêt, Porte-parole du Gouvernement                | 2 avril 2014                    | Stéphane Le Foll BTS Agro., DEA       | 26 août 2014                                                                      | PS                              | Valls                           |                                 |                                 |                                 |                                 |
| Ministre de l'Agriculture, de l'Agroalimentaire et de la Forêt, Porte-parole du Gouvernement                | 26 août 2014                    | Stéphane Le Foll BTS Agro., DEA       | 6 décembre 2016                                                                   | PS                              | Valls II                        |                                 |                                 |                                 |                                 |
| Ministre de l'Agriculture, de l'Agroalimentaire et de la Forêt, Porte-parole du Gouvernement                | 6 décembre 2016                 | Stéphane Le Foll BTS Agro., DEA       | 10 mai 2017                                                                       | PS                              | Cazeneveuve                     |                                 |                                 |                                 |                                 |
| Présidence d'Emmanuel Macron                                                                                |                                 |                                       |                                                                                   |                                 |                                 |                                 |                                 |                                 |                                 |
| |                                 | Jacques Mézard                        | Ministre de l'Agriculture et de l'Alimentation                                    | PRG                             | 17 mai 2017                     | 21 juin 2017                    | Philippe 1                      |                                 |                                 |
| |                                 | Stéphane Travert                      | Ministre de l'Agriculture et de l'Alimentation                                    | LREM                            | 21 juin 2017                    | 16 octobre 2018                 | Philippe 2                      |                                 |                                 |
| |                                 | Didier Guillaume                      | Ministre de l'Agriculture et de l'Alimentation                                    | DVG                             | 16 octobre 2018                 | 3 juillet 2020                  | Philippe 2                      |                                 |                                 |
| |                                 | Julien Denormandie Ing. Agro.         | Ministre de l'Agriculture et de l'Alimentation                                    | LREM                            | 6 juillet 2020                  | 20 mai 2022                     | Castex                          |                                 |                                 |
| |                                 | Marc Fesneau                          | Ministre de l'Agriculture et de la Souveraineté alimentaire                       | MoDem                           | 20 mai 2022                     | 11 janvier 2024                 | Borne                           |                                 |                                 |
| 11 janvier 2024                                                                                             | 21 septembre 2024               | Marc Fesneau                          | Ministre de l'Agriculture et de la Souveraineté alimentaire                       | MoDem                           | Attal                           |                                 |                                 |                                 |                                 |
| |                                 | Annie Genevard                        | Ministre de l'Agriculture, de la Souveraineté alimentaire et de la Forêt          | LR                              | 21 septembre 2024               | 23 décembre 2024                | Barnier                         |                                 |                                 |
| Ministre de l'Agriculture et de la Souveraineté alimentaire                                                 | 23 décembre 2024                | Annie Genevard                        | en cours                                                                          | LR                              | Bayrou                          |                                 |                                 |                                 |                                 |

## Sources
- « Toutes les personnalités ayant occupé le poste de la Catégorie Agriculture », Base de données historiques des gouvernements et Présidents des assemblées parlementaires (Régimes politiques français depuis 1789), Assemblée nationale (consulté le 27 avril 2010)
- « Les Gouvernements de la Ve République », Assemblée nationale (consulté le 24 mars 2010)
- « Les Gouvernements de la IVe République », Assemblée nationale, web.archive.org (consulté le 20 mai 2016)
- « Les Gouvernements de la IIIe République », Assemblée nationale, web.archive.org (consulté le 20 mai 2016)